# 紐特里奧索 (亞利桑那州)
紐特里奧索（英語：Nutrioso）是位於美國亞利桑那州阿帕契縣的一個人口普查指定地區。根據2010年美國人口普查，該地共人口500人，而該地的面積約為0.80平方千米。

## 地理
紐特里奧索的座標為33°57′11″N 109°12′33″W / 33.95306°N 109.20917°W，而該地最高點為海拔高度2338米（即7671英尺）。